# Peter Flury
Peter Flury (* 8. Juni 1938 in Fideris; † 5. Januar 2001 in München) war ein Schweizer Klassischer Philologe und Lexikograph.
Flury, Sohn eines protestantischen Schweizer Pfarrers, studierte Klassische Philologie an der Universität Zürich und wurde 1965 mit einer Arbeit über „Liebe und Liebessprache bei Menander, Plautus und Terenz“ promoviert. 1966–1969 war er Stipendiat der Bayerischen Akademie der Wissenschaften und arbeitete seitdem am Thesaurus Linguae Latinae. Am 1. April 1974 übernahm er als Generalredaktor die Leitung des Projekts. In seine Amtszeit fiel die Umstellung der Arbeit auf elektronische Medien.
Am 5. Januar 2001 starb Flury nach schwerer Krankheit. Mit 27 Jahren war seine Amtszeit als Generalredaktor die längste in der Geschichte des TLL. Sein Nachfolger wurde Hugo Beikircher.